# Sumitomo Rubber Industries
La Sumitomo Rubber Industries (住友ゴム工業株式会社?, Sumitomo Gomu Kōgyo Kabushiki-gaisha) è un'azienda giapponese produttrice di pneumatici facente parte del Sumitomo Group, fondata nel 1909 a Hyogo e quotata alla borsa di Tokyo.
L'azienda produce una vasta gamma di prodotti a base di gomma, come pneumatici per automobili, palline da golf e palline da tennis. Sumitomo possiede i marchi Dunlop Tyres (in alcune regioni dell'Asia, Africa e America Latina), Falken Tire e Ohtsu Tire.
A gennaio 2025 esce la notizia che Sumitomo Rubber Industries acquisterà dalla Goodyear entro la metà del 2025 la quasi totalità della Dunlop per una somma stimata di 701 milioni di dollari, pari a 630 milioni di euro. Goodyear venderà il marchio britannico in Europa, Nord America e Oceania.

## Storia
L'azienda affonda le sue origini nel 1909, quando il Gruppo Sumitomo investì in Dunlop Japan, la nuova filiale giapponese della società britannica Dunlop Rubber. Nel corso degli anni Sumitomo e Dunlop svilupparono una stretta relazione commerciale e nel 1963 il Gruppo Sumitomo acquisì il controllo di Dunlop Japan e la ribattezzò Sumitomo Rubber Industries Ltd.
Nel 1985, quando Dunlop Rubber fu rilevata da BTR plc, la società acquisì le attività di Dunlop nel settore degli pneumatici per automobili, compreso il diritto di utilizzare il marchio Dunlop sui pneumatici per automobili. L'acquisizione non includeva le attività statunitensi e australiane, che erano di proprietà separata, ma nel 1986 Sumitomo acquisì anche la Dunlop Tire Corporation degli Stati Uniti dal suo management. 
Nel 1997, Sumitomo ha formato una joint venture con Goodyear Tire and Rubber Company, con la quale Goodyear e Sumitomo hanno concordato di produrre pneumatici per i rispettivi mercati, compresi quelli a marchio Dunlop. Nell'ambito dell'accordo, Goodyear ha acquisito il 75% delle azioni di Dunlop Tyres, la società britannica costituita da Sumitomo, e di Dunlop Tire Corporation. Anche Goodyear e Sumitomo hanno investito l'uno nell'altro.
Il 14 febbraio 2014, Goodyear ha annunciato l'intenzione di sciogliere la sua partnership con Sumitomo a causa di una presunta "condotta anticoncorrenziale". Il 4 giugno 2015, Goodyear ha annunciato la fine della sua joint venture con SRI, a partire dalla fine del 2015. Il marchio Dunlop sarà condiviso tra le 2 società:
- in Nord America, Goodyear controllerà il marchio Dunlop per i pneumatici di ricambio e per le nuove auto prodotte da case automobilistiche non giapponesi. Sumitomo Rubber deterrà i diritti del marchio Dunlop per le nuove auto prodotte dalle case automobilistiche giapponesi, nonché per le motociclette;
- nella maggior parte dell'Europa (compreso il paese d'origine di Dunlop, l'Irlanda), Goodyear controllerà il marchio Dunlop;
- in Giappone, Sumitomo Rubber manterrà i diritti sul marchio Dunlop.

Nel dicembre 2013 Sumitomo Rubber Industries ha acquisito Apollo Tyres South Africa (Pty) Ltd da Apollo Tyres, che possedeva il marchio di pneumatici Dunlop in Sudafrica, nell'ambito dei suoi piani strategici di sviluppo globale. Successivamente ha rinominato la società Sumitomo Rubber South Africa (Pty) Ltd. Sumitomo Rubber South Africa produce i marchi di pneumatici per autovetture Dunlop, Sumitomo e Falken a Ladysmith, KwaZulu-Natal.
Lo stabilimento di Ladysmith ha iniziato a produrre pneumatici radiali Dunlop per autocarri e autobus nel luglio 2018, a seguito del secondo di due grandi investimenti da parte di Sumitomo Rubber Industries per aggiornare e modernizzare l'impianto. I pneumatici radiali Dunlop per autocarri e autobus prodotti a Ladysmith saranno venduti nel mercato sudafricano e saranno esportati anche in diversi stati africani a partire dal 2019.